# یواس‌اس فاراگات (دی‌دی-۳۰۰)
یواس‌اس فاراگات (دی‌دی-۳۰۰) (به انگلیسی: USS Farragut (DD-300)) یک کشتی بود که طول آن ۳۱۴ فوت ۵ اینچ (۹۵٫۸۳ متر) بود. این کشتی در سال ۱۹۱۸ ساخته شد.